# الخربة (أولاد اعلي)
الخربة هو دُوَّار يقع بجماعة سيدي محمد بن الحسن، إقليم تاونات، جهة فاس مكناس في المملكة المغربية. ينتمي الدوّار لمشيخة أولاد اعلي التي تضم 22 دوار. يقدر عدد سكانه بـ 55 نسمة حسب الإحصاء الرسمي للسكان والسكنى لسنة 2004.

## روابط خارجية
- البوابة الوطنية للجماعات الترابية
- المندوبية السامية للتخطيط